# Михайловка (Каховский район)
Михайловка (укр. Михайлівка) — село в Верхнерогачикской поселковой общине Каховского района Херсонской области Украины.
Население по переписи 2001 года составляло 329 человек. Почтовый индекс — 74420. Телефонный код — 5545. Код КОАТУУ — 6521580603.

## Местный совет
74420, Херсонская обл., Верхнерогачикский р-н, с. Бережанка, ул. Ленина, 34а